# 22. Międzynarodowy Festiwal Filmowy w Cannes
22. Międzynarodowy Festiwal Filmowy w Cannes odbył się w dniach 8–23 maja 1969 roku. Imprezę otworzył pokaz amerykańskiego musicalu Słodka Charity w reżyserii Boba Fosse.
Jury pod przewodnictwem włoskiego reżysera Luchino Viscontiego przyznało nagrodę główną festiwalu, Złotą Palmę, brytyjskiemu filmowi Jeżeli... w reżyserii Lindsaya Andersona. Drugą nagrodę w konkursie głównym, Grand Prix, przyznano szwedzkiemu filmowi Ådalen 31 w reżyserii Bo Widerberga.

## Jury Konkursu Głównego
- Luchino Visconti, włoski reżyser − przewodniczący jury[3]
- Czingiz Ajtmatow, kirgiski pisarz
- Marie Bell, francuska aktorka
- Jaroslav Boček, czeski pisarz i krytyk filmowy
- Veljko Bulajić, chorwacki reżyser
- Stanley Donen, amerykański reżyser
- Jerzy Glücksman, szwedzki student
- Robert Kanters, francuski krytyk filmowy
- Sam Spiegel, amerykański producent filmowy